# Ferran Jutglà
Ferran Jutglà i Blanch (Sant Julià de Vilatorta, 1º febbraio 1999) è un calciatore spagnolo, attaccante del Celta Vigo.

## Caratteristiche tecniche
Esterno offensivo di piede destro, è dotato di ottima tecnica di base abbinata ad una buona velocità; abile realizzatore, può essere utilizzato anche come falso nueve.

## Carriera

### Club

#### Gli inizi
Cresciuto nell'Espanyol, nel 2017 approda al Sant Andreu, con cui esordisce a 18 anni in Tercera División. Nel febbraio del 2018 passa al Valencia, che lo inserisce nel proprio settore giovanile, prima di fare ritorno all'Espanyol nel successivo mese di luglio. Ceduto in prestito al Sant Andreu, disputa un ottimo campionato con i Quadribarrats.
Rientrato al club biancoblù, si mette in mostra con la seconda squadra dei catalani con cui realizza 12 reti in 52 incontri in terza divisione, non venendo tuttavia confermato. 

#### Barcellona
Rimasto svincolato, il 22 giugno 2021 viene tesserato dal Barcellona B, con cui firma un annuale. Inizialmente aggregato alla formazione B, il 12 dicembre debutta con la prima squadra degli azulgrana, sostituendo Abde Ezzalzouli al 92º minuto della partita di campionato pareggiata per 2-2 contro l'Osasuna Sei giorni più tardi, al debutto da titolare, segna la prima rete in carriera nella Liga, nell'incontro vinto per 3-2 contro l'Elche.

#### Club Bruges
L'8 giugno 2022 viene annunciato il suo approdo a titolo definitivo al Club Bruges, campione del Belgio, con cui firma un contratto fino al 30 giugno 2026.

## Statistiche

### Presenze e reti nei club
Statistiche aggiornate al 8 maggio 2024.
| Stagione           | Squadra            | Campionato         | Campionato | Campionato | Coppe nazionali | Coppe nazionali | Coppe nazionali | Coppe continentali | Coppe continentali | Coppe continentali | Altre coppe | Altre coppe | Altre coppe | Totale | Totale |
| Stagione           | Squadra            | Comp               | Pres       | Reti       | Comp            | Pres            | Reti            | Comp               | Pres               | Reti               | Comp        | Pres        | Reti        | Pres   | Reti   |
| ------------------ | ------------------ | ------------------ | ---------- | ---------- | --------------- | --------------- | --------------- | ------------------ | ------------------ | ------------------ | ----------- | ----------- | ----------- | ------ | ------ |
| 2017-gen. 2018     | Sant Andreu        | TD                 | 8          | 1          | -               | -               | -               | -                  | -                  | -                  | CC          | 0           | 0           | 8      | 1      |
| 2018-2019          | Sant Andreu        | TD                 | 39         | 7          | CR              | 4               | 0               | -                  | -                  | -                  | CC          | 5           | 2           | 48     | 9      |
| Totale Sant Andreu | Totale Sant Andreu | Totale Sant Andreu | 47         | 8          |                 | 4               | 0               |                    | -                  | -                  |             | 5           | 2           | 56     | 10     |
| 2019-2020          | Espanyol B         | SDB                | 24         | 7          | -               | -               | -               | -                  | -                  | -                  | -           | -           | -           | 24     | 7      |
| 2020-2021          | Espanyol B         | SDB                | 28         | 5          | -               | -               | -               | -                  | -                  | -                  | -           | -           | -           | 28     | 5      |
| Totale Espanyol B  | Totale Espanyol B  | Totale Espanyol B  | 52         | 12         |                 | -               | -               |                    | -                  | -                  |             | -           | -           | 52     | 12     |
| 2021-2022          | Barcellona B       | PDR                | 32         | 19         | -               | -               | -               | -                  | -                  | -                  | -           | -           | -           | 32     | 19     |
| 2021-2022          | Barcellona         | PD                 | 6          | 1          | CR              | 2               | 1               | UCL+UEL            | -                  | -                  | SS          | 1           | 0           | 9      | 2      |
| 2022-2023          | Club Bruges        | D1                 | 31+3       | 13         | CB              | 1               | 0               | UCL                | 8                  | 2                  | SB          | 1           | 0           | 44     | 15     |
| 2023-2024          | Club Bruges        | D1                 | 26+9       | 7+1        | CB              | 3               | 1               | UECL               | 12                 | 2                  | -           | -           | -           | 50     | 11     |
| 2024-2025          | Club Bruges        | D1                 | 23         | 3          | CB              | 4               | 2               | UCL                | 10                 | 2                  | SB          | 1           | 0           | 38     | 7      |
| Totale Club Bruges | Totale Club Bruges | Totale Club Bruges | 92         | 24         |                 | 8               | 3               |                    | 30                 | 6                  |             | 2           | 0           | 132    | 33     |
| Totale carriera    | Totale carriera    | Totale carriera    | 229        | 64         |                 | 14              | 4               |                    | 30                 | 6                  |             | 8           | 2           | 281    | 76     |

## Palmarès

### Club

#### Competizioni regionali
- Copa Catalunya: 1

Sant Andreu: 2018-2019

#### Competizioni nazionali
- Supercoppa del Belgio: 1

Club Bruges: 2022
- Campionato belga: 1

Club Bruges: 2023-2024
- Coppa del Belgio: 1

Club Bruges: 2024-2025